# 맹사성선생묘
맹사성선생묘(孟思誠先生墓)는 대한민국 경기도 광주시 직동에 있는, 조선시대 세종 때의 재상인 고불(古佛) 맹사성(1360∼1438) 선생의 묘소이다.. 1974년 9월 26일 경기도의 기념물 제21호로 지정되었다.

## 개요
조선 세종 때의 재상인 고불(古佛) 맹사성(1360∼1438) 선생의 묘소이다.
어려서 효성이 지극하여 7살때 어머니가 돌아가시자 7일간 단식하고, 3년간 죽을 먹으면서 묘 앞에서 상을 치루어 고향에 효자문이 세워졌다고 한다.
고려 우왕 12년(1386)에 문과에 장원급제하였으며, 대사헌·우의정·좌의정 등의 벼슬을 거쳤다.『태종실록』을 감수하고,『팔도지리지』를 편찬하였으며, 향악을 정리하고 악기를 만들어 조선 초기 문화 발전에 크게 기여하였다.
봉분 앞에는 조선 세종 20년(1438)에 세운 묘비가 있는데, 조선 초기의 양식이 잘 드러난다. 봉분의 좌우로 문인석과 망주석, 동자상이 배치되어 있다.

## 같이 보기
- 맹사성

## 참고 문헌
- 맹사성선생묘 - 국가유산청 국가유산포털